# Fulton (Schiff, 1815)

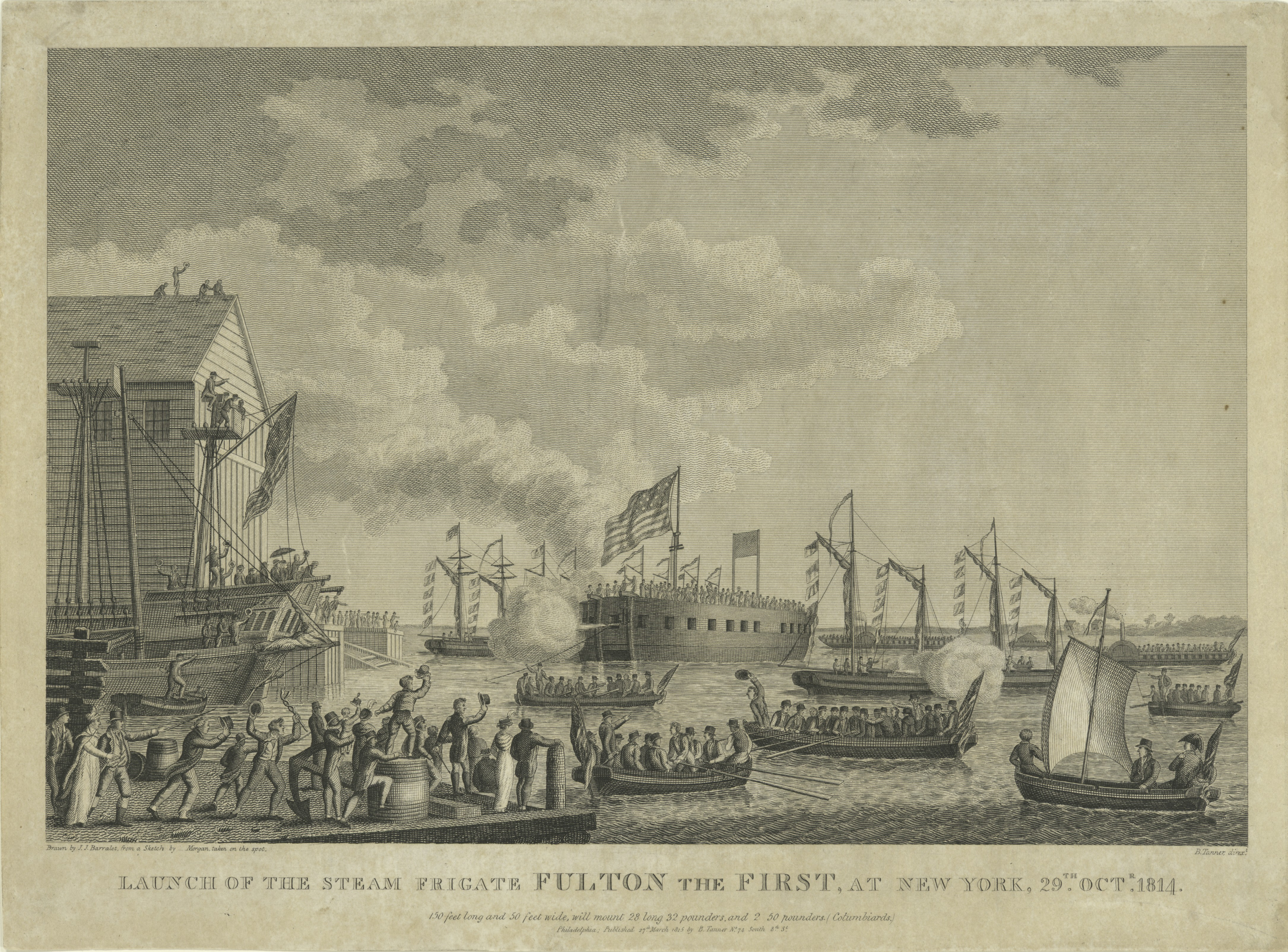
Stapellauf der Demologos am 29. Oktober 1814 in New York.

Die USS Fulton, die anfangs Demologos hieß (auch Fulton the First oder U.S. Steam Battery Fulton genannt), war eine Schwimmende Batterie, welche von Robert Fulton in New York entworfen worden war. Ihr Design wurde am 11. Februar 1809 von Fulton patentiert. Kiellegung des Schiffes war Mitte Juni 1814 auf der am East River liegenden Werft von Adam und Noah Brown (Brown Brothers) unter dem von Fulton gewählten Namen Demologos; der Stapellauf fand am 29. Oktober 1814 statt. Das Schiff wurde jedoch erst im Juni 1815 fertiggestellt und bekam dann den Namen Fulton – dies zu Ehren seines Konstrukteurs, der am 24. Februar 1815 verstorben war. Sie war das erste Dampfkriegsschiff und das erste Dampfschiff der US-Marine. Das Schiff ging 1829 durch ein Explosionsunglück verloren. 

## Technische Aspekte
Die Fulton war maximal 47,55 Meter lang und 17,07 Meter breit. Der Tiefgang lag bei 3,35 Metern. Eine Besonderheit des Schiffes war, dass es als Katamaran aufgebaut war. So war der Antrieb auf die beiden hölzernen Rümpfe verteilt, die Dampfmaschine befand sich in einem der Rümpfe, die beiden je 6,70 Meter langen und kupfernen Kofferkessel im anderen. Das Schaufelrad – welches einen Durchmesser von 4,9 Metern besaß, 4,6 Meter breit war und mit bis zu 18 Umdrehungen pro Minute gefahren werden konnte – war auf halber Länge des Schiffes zwischen den beiden Rümpfen installiert. Die mit Kiefernholz befeuerte Maschinenanlage leistete 120 PSi und ermöglichte dem Schiff eine Höchstgeschwindigkeit von 6,35 kn (etwa 12 km/h). Das Schiff hätte ursprünglich mit 32 32-Pfünder-Karronaden und zwei 100-Pfünder-Columbiaden bewaffnet werden sollen, es hat allerdings den Anschein, als wenn es später bei der Bestellung dieser durchaus starken Bewaffnung beziehungsweise nach dem Ende des Britisch-Amerikanischen Krieges Etatstreitigkeiten gab. Letztlich war das Schiff entweder mit 20 32-Pfündern (je acht Geschütze in Seitenaufstellung und je zwei, die in Bug- und in Heckrichtung feuern konnten, siehe Schnittdarstellung) oder mit 24 32-Pfündern bewaffnet. Die Besatzungsstärke lag bei 200 Personen. 

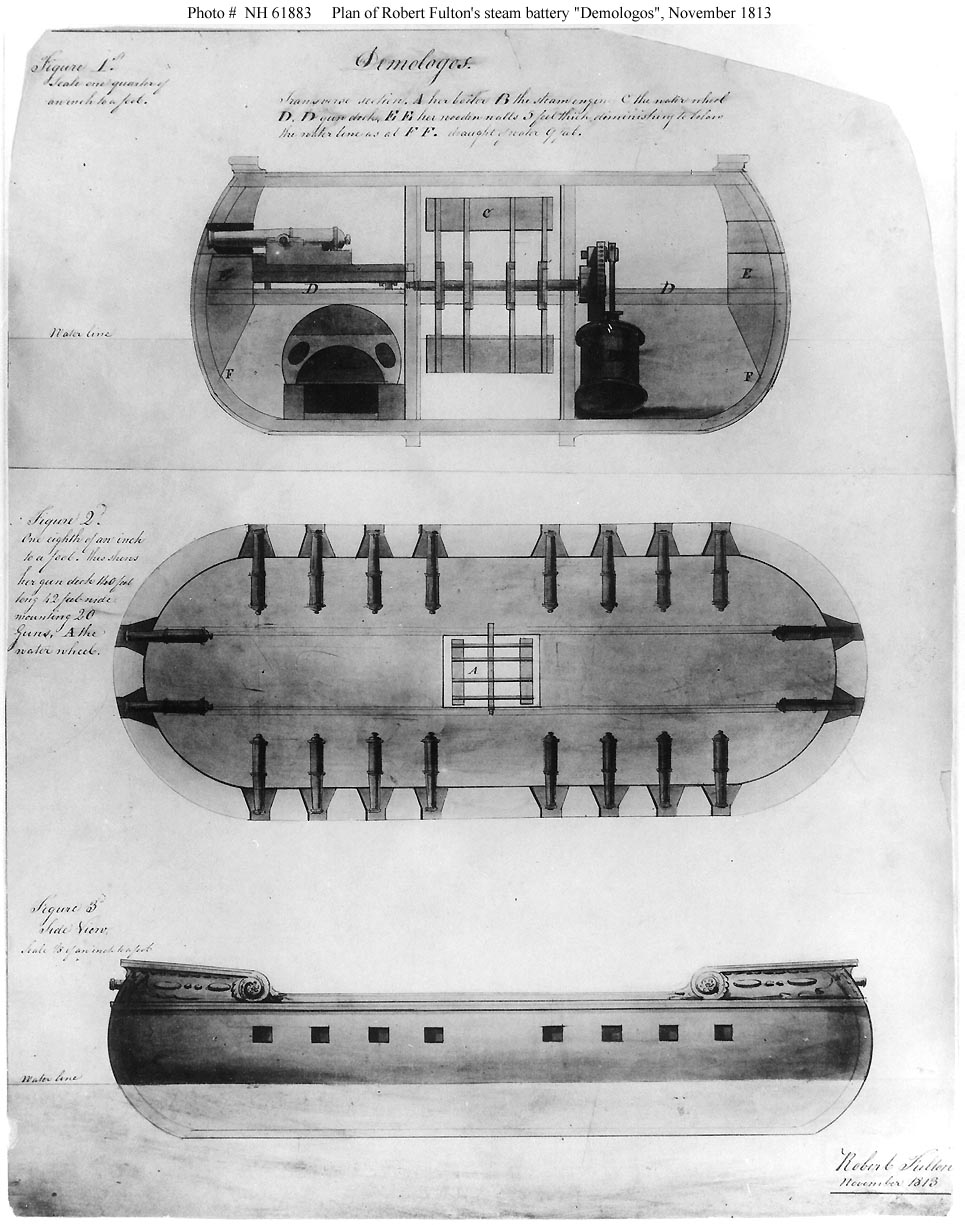
Schnittdarstellungen des Schiffes.

## Dienstzeit
Das Schiff war während des Britisch-Amerikanischen Krieges (1812 – 1815) in Bau gegeben worden, um den Hafen von New York gegen befürchtete britische Angriffe schützen zu können. Aufgabe der Fulton wäre es gewesen, die Hafenausfahrten als schwimmende Batterie zu schützen und, wenn die Gelegenheit sich bieten sollte, die britischen Blockadeschiffe gezielt und mit offensiven Vorstößen im Küstenvorfeld anzugreifen. Nach dem Friede von Gent Ende 1814, als die Fulton noch nicht fertiggestellt war, kamen bei der US-Marine indessen starke Zweifel darüber auf, ob der Bau der schwimmenden Batterie noch notwendig wäre. Dieser Umstand und Einsparungen nach dem Ende des Krieges trugen sehr wahrscheinlich dazu bei, dass die Stärke der Bewaffnung reduziert wurde (s. oben). Zwar wurde der Bau letztlich fortgeführt, aber obgleich das Schiff bereits am 1. Juni 1815 eine erfolgreiche Probefahrt unternahm, bei welcher eine Geschwindigkeit von 6,35 Knoten erreicht und 53 Seemeilen zurückgelegt wurden, konnte sich die US-Marine zunächst nicht zur Abnahme des Schiffes entschließen. Erst rund ein Jahr später, im Juni 1816, wurde die Fulton schließlich von der US-Marine übernommen. 
Das Schiff sah nachfolgend eine ereignislose Dienstzeit. Ihr einziger offizieller Einsatz fand 1817 statt, als Präsident James Monroe sie zu einer Hafenrundfahrt im New Yorker Hafen nutzte. Bereits 1821 wurde das Schiff abgerüstet und die Geschütze sowie die Maschinenanlage wurden ausgebaut. Spätestens ab 1825 wurde die Fulton nur noch als schwimmende Kaserne und als Materiallager der Brooklyn Navy Yard genutzt. Am 4. Juni 1829 wurde das Schiff durch ein Unglück völlig zerstört, als das (noch an Bord befindliche) Pulvermagazin explodierte. Bei dem Unglück kamen je nach Quelle zwischen 25 und 30 Personen ums Leben, zudem gab es 19 Verletzte. Eine Untersuchungskommission stellte später fest, dass die Explosion sehr wahrscheinlich durch einen Kanonier ausgelöst worden war, der entgegen der Vorschriften das Pulverlager mit einer brennenden Kerze betreten hatte.

## Traditionspflege
Im Jahr 1835 ließ die US-Marine ein neues Schiff mit dem Namen Fulton (teilweise auch als Fulton II bezeichnet) auf Kiel legen. Dieses Schiff, ein bewaffneter Seitenraddampfer, fiel mit dem Beginn des Sezessionskrieges 1861 an die Konföderierten und wurde von diesen 1862 während eines Rückzuges selbst zerstört. Bis heute trugen mindestens fünf Schiffe der US-Marine den Namen Fulton, zuletzt das bis 1991 in Dienst stehende U-Boot-Begleitschiff Fulton.